# Pleuromeiales
Pleuromeiales es un orden de las Pteridophytas; todos sus representantes son fósiles y el género más representativo es Pleuromeia, que es un fósil del triásico, con características más o menos intermedias entre Isoetales y Lepidodendrales, por lo que algunos autores lo asignan a uno u otro Orden.

## Pleuromeia
Tiene numerosas hojas vegetativas delgadas, con tallo erecto grueso, no ramificado (monopodico) hasta 2 metros de altura. Las hojas miden varios centímetros de longitud, más o menos del mismo tamaño que muchas especies actuales de Isoetes. Las espórofilas son muy cortas y anchas y formaban un estróbilo apical.
Cada uno de los 4 lóbulos probablemente representa una de las cuatro ramas del tipo Stigmaria de Lepidodendrales. Si dos de éstos lóbulos estuvieran parcialmente fusionados en uno, el rizoforo podría tener casi la misma forma que el sistema vascular primario del rizóforo de Isoetes.

## Nathorstiana
Es una planta pequeña del cretácico inferior y consiste de un tallo erecto, ramificado, de 20 centímetros de altura; las raíces se presentan en la base. No se han encontrado Estructuras reproductoras. Se ha comparado con los Isoetes vivientes.